# 艾芙琳·戴茲
艾芙琳·佐勒·戴茲（英語：Evelyne Zoller Daitz，1936年4月13日—2019年10月31日）是一位瑞士裔美國藝術品經銷商、策展人和經紀人，專攻攝影。1984年至1999年，她是紐約維特金畫廊的所有人和總監。

## 早年生活
艾芙琳·佐勒於1936年4月13日出生於瑞士達爾達尼，是約翰·佐勒（Johann Zoller）和寶琳·費勒·佐勒（Pauline Feller Zoller）的女兒。她的父親是一名鐵匠，父母經營加油站和商店。艾芙琳·佐勒來到美國當互惠生。1962年，她與攝影商霍華德·C·戴茲（Howard C. Daitz）結婚。1965年成為美國公民後，她開始使用「Evelyne」作為自己名字的拼字。

## 職業生涯
1976年，戴茲與李·D·維特金（Lee D. Witkin）一起經營維特金畫廊，這是「紐約市第一家商業上成功的攝影畫廊」，直到他於1984年去世。之後，她成為維特金畫廊的所有者和負責人長達15年之久，1985年將畫廊從E.第57街搬到蘇荷區，1999年關閉畫廊和書店。她挑選了一些攝影師在畫廊中展出，推廣吉爾·弗里德曼、伊芙琳·霍費爾、魯思·奧金、瑪麗恩·帕爾菲、柏克·烏茲爾和傑利‧尤斯曼等人的作品。
1988年，戴茲舉辦了一場展覽，展出瓦爾特·巴爾豪斯拍攝的64張新照片，他記錄了德國魏瑪時期的生活。戴茲領導下的畫廊的一些展覽主題不同尋常，如「On the Elbow」（1993年），拍攝了50張肘部照片，以及「Sur la Tête」（1998年），拍攝了人和動物頭上的物體，靈感來自葛蕾西拉·伊都維德的作品。「Sur la Tête」被《紐約時報》攝影評論家描述為「挑釁、神秘、異想天開、純粹的美麗，或者是它們的組合」。畫廊的上一次展覽「Clothes Off」（1999年）以攝影和裸體為主題，包括伊莫金·坎寧安、茱蒂·戴特、曼努爾·阿爾瓦雷斯·布拉沃、愛德華·韋斯頓、馬里奧·克拉沃·尼圖、阿諾德·S·伊格爾和維利·羅尼的作品。
1994年，戴茲挑選了一組攝影作品，以限量版的形式出版，以紀念維特金畫廊成立25週年。2000年，她在紐約古巴藝術空間策劃了古巴攝影展。戴茲也是藝術家經紀人，代理攝影師曼努埃爾·阿爾瓦雷斯·布拉沃（Manuel Álvarez Bravo）、溫德爾·麥克雷（Wendell MacRae）和科萊特·烏爾巴伊特爾（Colette Urbajtel）的作品。她也是曼努埃爾·阿爾瓦雷斯·布拉沃基金會的技術顧問。

## 個人生活
艾芙琳·佐勒於1962年與攝影商霍華德·C·戴茲（Howard C. Daitz）結婚。伊芙琳·佐勒·戴茲於2019年在紐約去世，享年83歲。維特金畫廊的文件，包括藝術家檔案、展覽資料和畫廊記錄，現存於圖森創意攝影中心。

## 外部連結
- Evelyne Daitz at the British Film Institute[需要較佳来源]